# Nicolas Loir

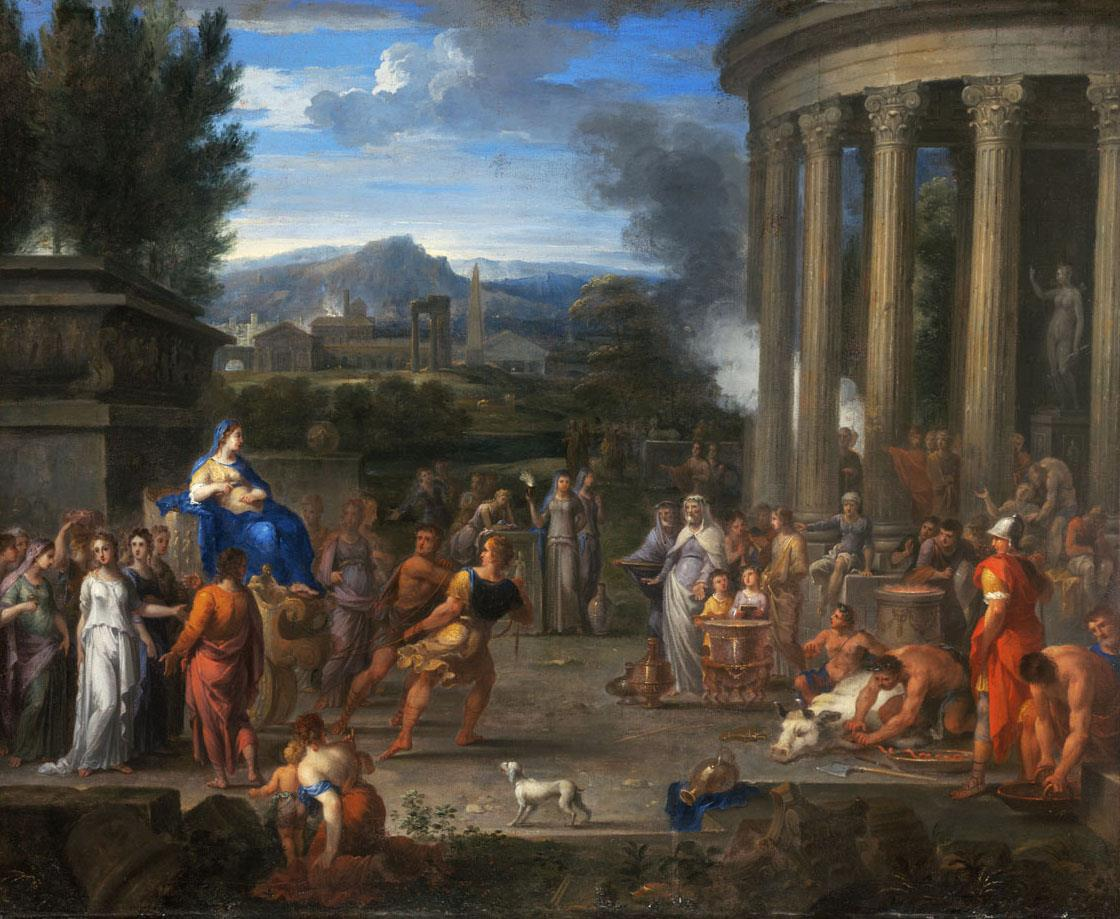
Cleobis i Bitó.

Nicolas Pierre Loir (París, 1624 - París, 1679), va ser un pintor i gravador francès, especialitzat en al·legories religioses i històriques.
Segons el RKD va ser alumne de Sébastien Bourdon i Simon Vouet, i posteriorment es va fer seguidor de Nicolas Poussin. Va viatjar a Itàlia en els anys 1647-1649, i el 1650 va tornar a París. El 1669, el seu deixeble François de Troy es va casar amb la seva cunyada Jeanne Cotelle. Roger de Piles va incloure en la seva llista de notables artistes francesos, anotant que era fill d'un orfebre i molt bon delineant. Cornelis de Bie va escriure un poema commemoratiu del seu art a la pàgina 491 de la seva obra Het Gulden Cabinet.